# Uccidere in silenzio
Uccidere in silenzio è un film del 1972 diretto da Giuseppe Rolando.

## Trama
Valeria Corsini e Gianni Devoto, studenti a Torino, sono una coppia di fidanzati spensierati. Quando Valeria scopre di essere incinta Gianni le consiglia di abortire, dato che non ha sufficiente denaro da permettersi di mantenere una famiglia e perché deve ancora finire di laurearsi. La ragazza, inizialmente, reagisce chiudendosi in se stessa, ma poi ne parla con la madre che le dà lo stesso consiglio del fidanzato e così decide di prendere un appuntamento con il medico. Gianni, convinto dal nonno Devoto, capisce di doversi assumere le proprie responsabilità e raggiunge Valeria che rifiuta l'intervento.